# ロバート・エマーソン
ロバート・エマーソン（Robert Emerson、1981年7月30日 - ）は、アメリカ合衆国の男性総合格闘家。カリフォルニア州ハンティントンビーチ出身。チーム・オーヤマ所属。ロブ・エマーソン (Rob Emerson) とも表記される。

## 来歴
2002年6月29日、プロデビュー戦でジェンス・パルヴァーと対戦し、判定負け。
2004年4月18日、DEEP初参戦となったDEEP 14th IMPACT in OSAKAで三島☆ド根性ノ助と対戦し、判定負け。
2006年5月2日、初参戦となったパンクラスで伊藤崇文と対戦し、判定勝ち。8月27日にはアライケンジと対戦し、判定勝ち。

### TUF
2007年、リアリティ番組「The Ultimate Fighter シーズン5」にBJ・ペン率いるチーム・ペンの一員として参加。6月23日のフィナーレではグレイ・メイナードと対戦。メイナードに投げられ肋骨を負傷しタップするも、メイナードも気絶し、ダブルノックアウトによる無効試合となった。ファイト・オブ・ザ・ナイトを受賞した。

### UFC
2008年2月2日、UFC 81で中村K太郎と対戦し、2-1の判定勝ち。8月9日、UFC 87でマニー・ガンブリャンと対戦し、開始12秒パウンドでKO勝ち。ノックアウト・オブ・ザ・ナイトを受賞した。
2009年2月7日、UFC Fight Night: Lauzon vs. Stephensでカート・ペレグリーノにチョークスリーパーで一本負けを喫した。9月19日、UFC 103でハファエル・ドス・アンジョスと対戦し、0-3の判定負けを喫した。
2010年2月6日、UFC 109でフィリップ・ノヴァーと対戦し、3-0の判定勝ちを収めた。3月31日、UFC Fight Night: Florian vs. Gomiでニック・レンツと対戦し、0-3の判定負けを喫した。

## 戦績
| 総合格闘技 戦績 | 総合格闘技 戦績 | 総合格闘技 戦績 | 総合格闘技 戦績 | 総合格闘技 戦績 | 総合格闘技 戦績 | 総合格闘技 戦績 |
| --------------- | --------------- | --------------- | --------------- | --------------- | --------------- | --------------- |
| 19 試合         | (T)KO           | 一本            | 判定            | その他          | 引き分け        | 無効試合        |
| 9 勝            | 3               | 1               | 5               | 0               | 0               | 1               |
| 9 敗            | 0               | 1               | 8               | 0               | 0               | 1               |

| 勝敗 | 対戦相手                     | 試合結果                               | 大会名                                | 開催年月日     |
| ×    | ニック・レンツ               | 5分3R終了 判定0-3                      | UFC Fight Night: Florian vs. Gomi     | 2010年3月31日  |
| ○    | フィリップ・ノヴァー         | 5分3R終了 判定3-0                      | UFC 109: Relentless                   | 2010年2月6日   |
| ×    | ハファエル・ドス・アンジョス | 5分3R終了 判定0-3                      | UFC 103: Franklin vs. Belfort         | 2009年9月19日  |
| ×    | カート・ペレグリーノ         | 2R 3:14 チョークスリーパー             | UFC Fight Night: Lauzon vs. Stephens  | 2009年2月7日   |
| ○    | マニー・ガンブリャン         | 1R 0:12 KO（右フック→パウンド）        | UFC 87: Seek and Destroy              | 2008年8月9日   |
| ○    | 中村K太郎                    | 5分3R終了 判定2-1                      | UFC 81: Breaking Point                | 2008年2月2日   |
| －   | グレイ・メイナード           | 2R 0:39 無効試合（ダブルノックアウト） | The Ultimate Fighter 5 Finale         | 2007年6月23日  |
| ○    | アライケンジ                 | 5分3R終了 判定3-0                      | PANCRASE 2006 BLOW TOUR               | 2006年8月27日  |
| ○    | 伊藤崇文                     | 5分3R終了 判定3-0                      | PANCRASE 2006 BLOW TOUR               | 2006年5月2日   |
| ○    | ジェイミー・シュミット       | 2R 1:02 TKO（パンチ連打）              | Total Combat 13: Anarchy              | 2006年3月11日  |
| ○    | ジュリアン・サマニエゴ       | 1R 2:15 TKO（パンチ連打）              | KOTC 61: Flash Point                  | 2005年9月23日  |
| ×    | メルヴィン・ギラード         | 5分3R終了 判定1-2                      | Reality Cpmbat Fighting: Cold Hearted | 2005年2月19日  |
| ×    | ランディ・ヴェラルド         | 5分2R終了 判定0-2                      | KOTC 44: Revenge                      | 2004年11月14日 |
| ○    | ジョー・カマチョ             | 5分2R終了 判定3-0                      | KOTC 41: Relentless                   | 2004年9月24日  |
| ○    | ジャスティン・バークリー     | 2R 肩固め                              | Total Combat 3                        | 2004年5月30日  |
| ×    | 三島☆ド根性ノ助              | 5分3R終了 判定0-3                      | DEEP 14th IMPACT in OSAKA             | 2004年4月18日  |
| ×    | ハビエル・バスケス           | 5分3R終了 判定1-2                      | Shooto USA Warrior Spirit: Evolution  | 2003年11月14日 |
| ×    | ジャマール・パーキンス       | 5分2R終了 判定0-3                      | KOTC 19: Street Fighter               | 2002年12月7日  |
| ×    | ジェンス・パルヴァー         | 5分3R終了 判定0-3                      | Ultimate Wrestling                    | 2002年6月29日  |

## 表彰
- 空手 黒帯
- UFC ファイト・オブ・ザ・ナイト（1回）
- UFC ノックアウト・オブ・ザ・ナイト（1回）